# In-vitrofertilisatie

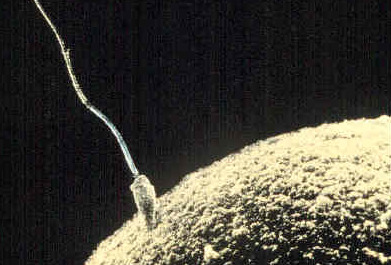
Bevruchting van eicel, zoals ook in vitro gebeurt.

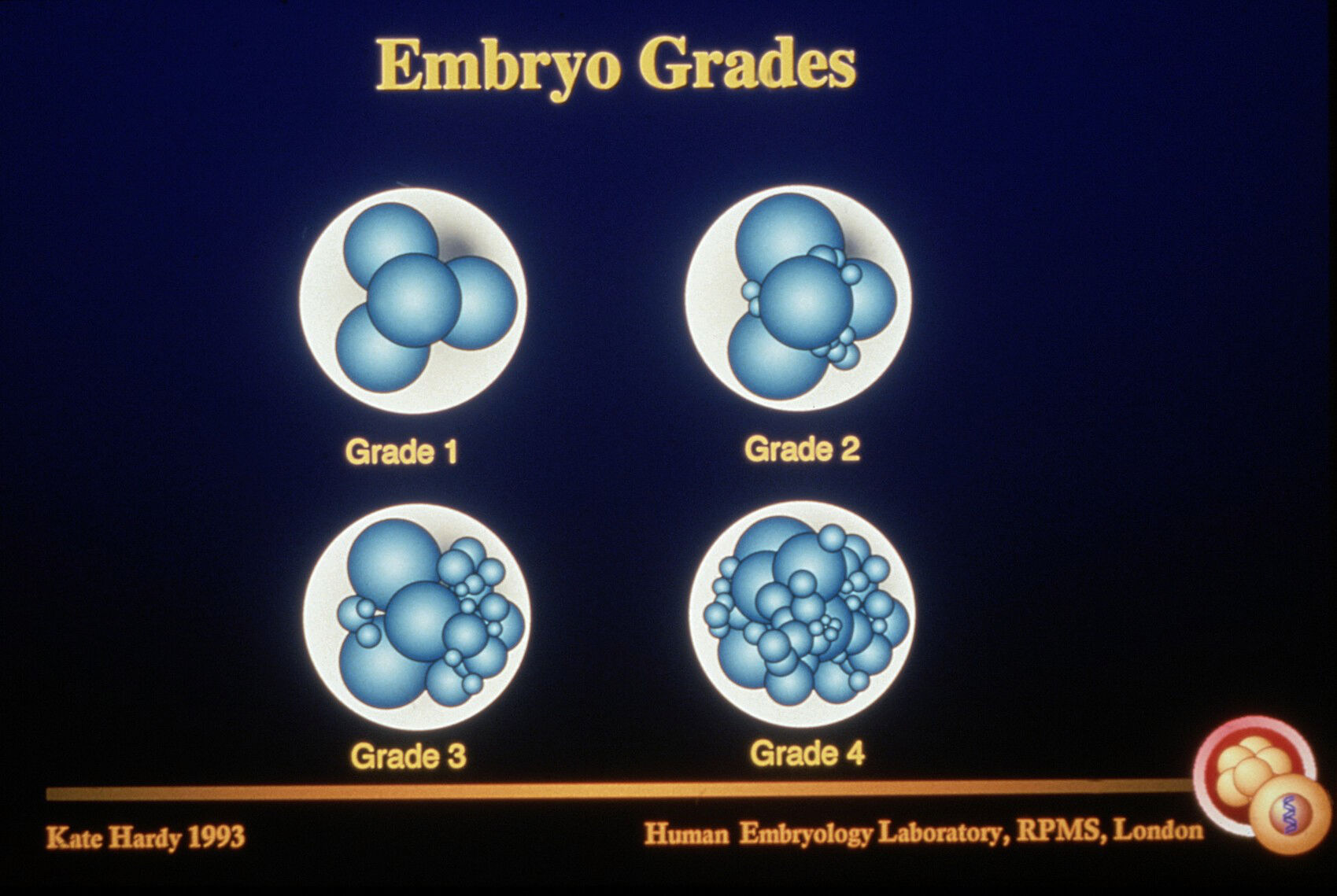
Diagram met de kwaliteit van menselijke embryo's voor in-vitrofertilisatie

In-vitrofertilisatie, of kortweg IVF, ook wel reageerbuisbevruchting of proefbuisbevruchting genoemd, is een voortplantingstechniek waarbij een of meer eicellen buiten het lichaam worden bevrucht met zaadcellen, waarna de ontstane embryo's in de baarmoeder van dezelfde of een andere vrouw geplaatst worden. De eerste baby die op deze wijze geboren werd is de Britse Louise Brown. In de periode 1978-2012 zijn naar schatting wereldwijd vijf miljoen kinderen dankzij IVF geboren.

## Geschiedenis
Al in 1878 begonnen proeven met dierlijke ei- en zaadcellen, die in de jaren vijftig van de twintigste eeuw tot de eerste succesvolle resultaten leidden (het betrof diersoorten als konijn, muis, hamster en rat). Zo werd in Nederland het eerste 'reageerbuiskalfje' in 1974 geboren.
Jean Marian Purdy (25 april 1945 – 16 maart 1985) was een Britse verpleegster, embryoloog en pionier op het gebied van vruchtbaarheidsbehandeling. Samen met Robert Edwards en Patrick Steptoe was ze verantwoordelijk voor de ontwikkeling van in-vitrofertilisatie. Purdy was de eerste die de embryonale cellen zag delen. De eerste geslaagde reageerbuisbevruchting met menselijk ei- en zaadcellen vond plaats in 1969, maar toen kwam het moeilijkste: het terugplaatsen in het lichaam van de vrouw. De eerste reageerbuisbaby, Louise Brown, werd op 25 juli 1978 geboren.
In de jaren 60 begon bioloog Gerard Zeilmaker met de eerste onderzoeken naar IVF. In 1976 sloot gynaecoloog Bert Alberda zich aan bij het onderzoek. Op 15 mei 1983 werd Stefanie Li geboren in het Dijkzigt Ziekenhuis in Rotterdam, als gevolg van de allereerst succesvolle IVF-behandeling in Nederland van het duo. Het onderzoek van bioloog Gerard Zeilmaker ging door, zo was hij in 1984 de eerste ter wereld die met succes een ingevroren embryo kon laten ontdooien en laten uitgroeien tot een gezond kind.

## IVF-behandeling
De IVF-behandeling bestaat uit vier stappen:
1. Follikelstimulatie
2. Eicelpunctie
3. Fertilisatie
4. Embryo transfer

### Follikelstimulatie
In een spontane menstruele cyclus komt meestal 1 eicel tot rijping na een kortdurende FSH-stijging. Tijdens een IVF-behandeling is het de bedoeling bij de vrouw meerdere follikels (en daarmee eicellen) tot rijping te laten brengen. Om een goede kans op succes te verkrijgen is het van belang meerdere eicellen te kunnen 'oogsten' voor externe bevruchting. Uit deze via IVF met zaad bevruchte eicellen ontstane embryo's zullen de beste - dwz die met een goede kans op succes - worden geselecteerd voor terugplaatsing in de baarmoeder van de vrouw. Een goede kans op succes betekent een kans die vergelijkbaar is met de kans die gezonde paren in hun meest vruchtbare jaren hebben op zwangerschap.
Het stimuleren van de groei van meerdere follikels gebeurt door het toedienen van extra FSH (follikelstimulerend hormoon). Dit vindt plaats door injecties met follitropine, urofollitropine of menotrofine.
Om te zorgen dat de extra eicellen niet tot een vroegtijdige eisprong leiden geeft men een GNRH-agonist of GNRH-antagonist. Een voorbeeld hiervan is decapeptyl.
Het stimuleren van de follikelgroei begint gewoonlijk op dag 3 van de menstruele cyclus en duurt gewoonlijk tussen de 10 en 18 dagen. Gedurende deze tijd doet een arts regelmatig een echografie van de eierstokken en baarmoeder, om te zien of de follikels in het juiste tempo rijpen, en of het baarmoederslijmvlies voldoende dik is.
In de medische wereld wordt follikelstimulatie aangeduid met de term ovariële hyperstimulatie (afgekort OHS), wat vertaald kan worden in: 'verhoogde stimulatie van de eierstokken'. Om aan te geven dat alles onder begeleiding van een arts plaatsvindt, gebruikt men ook wel de term 'gecontroleerde ovariële hyperstimulatie' (afkorting: COH).

### Eicelpunctie
Door middel van controle-echo's of het meten van hormoonwaarden in het bloed, weet men wanneer de eicellen voldoende gerijpt zijn.
Als er voldoende rijpe follikels zijn wordt er gestopt met het toedienen van FSH en wordt bij de patiënt eenmalig een dosis humaan choriongonadotrofine toegediend. Precies 36 uur na deze hormoontoediening, dienen de eicellen door middel van een punctie te worden weggezogen uit de eierstok. Deze punctie gebeurt in het ziekenhuis, al dan niet onder lokale verdoving en onder echogeleiding. In Nederland gebeurt de ingreep eigenlijk altijd onder lokale verdoving; een narcose moet speciaal van tevoren worden aangevraagd. In Duitsland is het gebruikelijk om narcose toe te passen. Indien men langer wacht dan 36 uur na de hormooninjectie, zal er een spontane eisprong (ovulatie) plaatsvinden en kunnen de eicellen niet meer geoogst worden voor de IVF.

### Fertilisatie
De door punctie verkregen eicellen worden vervolgens in petrischaaltjes op lichaamstemperatuur bewaard in speciale broedkasten. De eicellen worden eventueel ontdaan van hun granulosacellen, zodat de eicel zelf vrij komt te liggen en zo de eicel goed bekeken kan worden gedurende het injecteren van een zaadcel bij een ICSI-procedure.
Elke eicel wordt afzonderlijk geïsoleerd in een druppel medium. Vervolgens worden bij elke eicel vele zaadcellen, verkregen door masturbatie, toegevoegd. Men laat eicel en zaadcellen ongeveer 24 uur samen en zal daarna vaststellen of de eicellen bevrucht zijn. In geval van bevruchting (fertilisatie) zullen de ontstane zygote's gespoeld worden en in nieuw medium geplaatst om verder te ontwikkelen. Men beschouwt de bevruchting succesvol als er zich in het zygote twee kernen bevinden en de chromosomen zich paarsgewijs schikken om tot celdeling te kunnen overgaan. Het embryo is van goede kwaliteit als het zich -afhankelijk van het moment van terugplaatsing- gelijkmatig heeft ontwikkeld gedurende drie à vijf dagen. Op dag drie hoort een goed ontwikkeld embryo zich in een 8-cellig stadium te bevinden.

### Embryotransfer (ET)
Uit ongeveer 50% van de geoogste eicellen ontstaat een embryo.
Afhankelijk van de situatie zullen er één of meerdere van deze embryo's worden teruggeplaatst. Deze transfer gebeurt meestal op dag drie tot vier (uitersten: tweede tot vijfde dag) van de ontwikkeling van het embryo.
De patiënt krijgt progesteron om het baarmoederslijmvlies (endometrium) klaar te maken voor een innesteling. In natuurlijke omstandigheden zorgt het lege follikeltje, dat zich omvormt tot corpus luteum, voor de productie van progesteron. Gedurende de IVF-behandeling stijgt de progesteronconcentratie onvoldoende door GNRH-agonist of GNRH-antagonist gebruik. Daarom is deze luteale ondersteuning noodzakelijk.
Poliklinisch worden een of twee embryo's met een dunne flexibele katheter, eventueel met hulp van echoscopie, in de baarmoederholte geplaatst. Na de terugplaatsing kan de vrouw onmiddellijk opstaan en zich aankleden.
Gedurende de gehele IVF-behandeling is dit de succesbepalende stap. Ongeveer 30 tot 35% van alle vrouwen die een terugplaatsing krijgen worden zwanger. Dit is ongeveer 25-30% van alle paren die een IVF-behandeling gestart zijn.
De keus om één of twee embryo's terug te plaatsen wordt steeds vaker bepaald op basis van de leeftijd van de vrouw en de kwaliteit van de ontstane embryo's. Op deze manier kan door middel van het terugplaatsen van één embryo (elective single embryo transfer, ESET) en mogelijk invriezen en later terugplaatsen van andere embryo's het percentage meerlingzwangerschappen sterk worden verlaagd met zo veel mogelijk een behoud van het percentage eenlingzwangerschappen.

### Zwangerschap
Indien het embryo zich innestelt in de baarmoederwand, is er sprake van een zwangerschap. Dit kan worden getest aan de hand van de (ochtend)urine (zwangerschapstest) of het bloed. In beide gevallen wordt de HCG-waarde gemeten.
De diverse verkrijgbare urinetesten geven een positief resultaat bij uiteenlopende waardes. Het verschil tussen merken kan variëren van 8 tot 100 mIU HCG per ml urine. Om definitief uitsluitsel te krijgen kan de HCG-waarde van het bloed worden gemeten. Bij een waarde > 50 is er officieel sprake van een zwangerschap.

## Problemen met betrekking tot IVF

### Prognose
Succespercentages zijn afhankelijk van welk eindpunt in het traject je kiest: met een urinetest geconstateerde zwangerschap, een met een echo vastgestelde zwangerschap, een zwangerschap langer dan 12 weken, een voldragen zwangerschap, of een gezond kind.
Ook het gekozen startpunt is van belang: kijk je naar het aantal zwangerschappen per gestarte behandeling of kijk je naar dat aantal per punctie, of naar dat aantal per terugplaatsing. Ter verduidelijking: niet iedereen komt tot een punctie, en niet iedereen heeft na een punctie ook een terugplaatsing.
Verder zijn van invloed welke indicatie er bestaat voor de behandeling. Een vrouw met afgesloten eileiders zonder bijkomende problemen in haar meest vruchtbare jaren heeft een betere kans op succes dan een vrouw aan het eind van haar vruchtbare jaren zonder duidelijke reden voor het uitblijven van een spontane zwangerschap.

### Ovarieel hyperstimulatiesyndroom
Indien een vrouw verkeerd reageert op de toediening van de hormonen spreekt men van een ovarieel hyperstimulatiesyndroom (afgekort: OHSS; ook wel: 'overstimulatie van de eierstokken'). Bij een OHSS zwellen de eierstokken op waardoor de bloedvaten in de eierstokken beschadigd raken. Een OHSS kenmerkt zich door klachten zoals een opgezette buik, buikpijn, duizeligheid, kortademigheid, misselijkheid, braken en minder hoeven plassen.
OHSS komt niet veel voor maar is een mogelijk levensbedreigende complicatie. Daarom wordt, na het vaststellen van OHSS, de IVF-poging direct afgebroken.

### Invriezen
Door de hyperstimulatie bekomt men vaak meerdere eicellen en dankzij de verbeterde technieken ontstaan vaak meerdere goed ontwikkelde embryo's. Men kan echter slechts een beperkt aantal gelijktijdig terugplaatsen. Indien mogelijk vriest men daarom de overgebleven embryo's in. Slechts embryo's die zich volstrekt normaal ontwikkelen en er volledig gaaf uitzien kunnen ingevroren worden. Hiervan komt bij ontdooiing slechts 50% weer tot verdere deling. Alle minder fraai uitziende embryo's hebben een te lage kans om te overleven, en worden dus niet ingevroren.
De kansen op zwangerschap bij terugplaatsing van een ontdooid embryo zijn minder groot dan die met een vers embryo, ongeveer 10-15%.

### Overtollige embryo's
Vaak zijn er overtollige embryo's die men niet meer kan terugplaatsen, bijvoorbeeld omdat het slecht ontwikkelde of genetisch afwijkende embryo's betreft. In het geval van ingevroren embryo's kan het zijn dat het paar geen kinderwens meer heeft, of dat er medische redenen zijn om geen terugplaatsing meer te doen.
Wat er met dit 'overschot' aan embryo's moet gebeuren, is onderwerp van ethische discussies. Het gebruik en mogelijk vernietigen van embryo's bij wetenschappelijk onderzoek is een bijzonder controversiële praktijk. Zo druist het onder meer in tegen de visie van de Katholieke Kerk op de waardigheid van het menselijk leven. Volgens de Katholieke Kerk moeten menselijke embryo's als bron van leven worden gevrijwaard en beschermd en is onderzoek ermee onaanvaardbaar. Inzake embryonaal stamcelonderzoek komt het in de praktijk neer op enkele tientallen cellen van enkele dagen oud. De katholieke universiteiten van België, de Katholieke Universiteit Leuven en de Université Catholique de Louvain, gaan openlijk in tegen de leer van de Katholieke Kerk.
Vaak laat men de keuze aan de ouders of de embryo's vernietigd dienen te worden of dat de embryo's gebruikt mogen worden voor wetenschappelijk onderzoek.
In Nederland en België is embryodonatie toegestaan.

### Meerlingen
Omdat de slaagkansen voor zwangerschap laag waren, plaatste men in het verleden meerdere embryo's gelijktijdig terug in de hoop toch een zwangerschap te bekomen. Hierdoor ontstonden geregeld meerlingzwangerschappen. In de natuurlijke zwangerschappen komen twee- en meerlingen zelden voor. Een meerling heeft een verhoogde kans op complicaties tijdens de zwangerschap, rond de geboorte en tijdens de neonatale periode. Zo treedt er vaker een vroeggeboorte op, is het geboortegewicht van deze kinderen gemiddeld een stuk lager dan bij de doorsnee populatie, zijn er vaker aangeboren afwijkingen, enzovoort. De extra medische kosten voor deze bijkomende verzorging en opvolging van meerlingen heeft in België geleid tot een specifieke wetgeving voor IVF (zie verder).

### Afwijkingen
Onderzoek naar IVF-kinderen heeft aangetoond dat - ondanks de fertiliteitsproblemen van het ouderpaar - er een verwaarloosbare stijging is van het aantal aangeboren afwijkingen bij deze kinderen ten opzichte van kinderen die op natuurlijke wijze zijn verwekt.
Sinds 1998 kunnen mensen met een ernstige erfelijke aandoening dankzij pre-implantatiegenetische diagnostiek de embryo's laten testen op hun genetische afwijking. Enkel embryo's die geen drager zijn van het zieke gen worden teruggeplaatst in de baarmoeder.
Een andere mogelijkheid is een speciale IVF-behandeling, waarbij een kind drie biologische ouders heeft. De behandeling is mogelijk met het DNA van één vader en twee moeders, waarbij een ongewenste erfelijke afwijking zoals spier- of hersenaandoeningen worden geëlimineerd, door het schadelijke DNA in het mitochondrion te vervangen door DNA uit een eicel van een gezonde moeder. De baby bevat in dit geval 0,2% DNA van de derde ouder. In februari 2015 stemde het Britse Lagerhuis ermee in om deze ingreep in het Verenigd Koninkrijk als eerste land ter wereld toe te staan. in 2016 werd het eerste kind met drie biologische ouders geboren.

## Vergoeding vanuit het zorgstelsel
Sinds 2006 kent Nederland een nieuw zorgstelsel bestaande uit een basisverzekering en aanvullende verzekeringen. De basisverzekering vergoedt niet meer dan drie IVF- of ICSI-behandelingen per doorgaande zwangerschap. Een doorgaande zwangerschap is een zwangerschap die 12 weken of langer heeft geduurd. Na een eventuele miskraam na week 12 krijgt men opnieuw drie IVF- of ICSI-behandelingen vergoed.
Als een behandeling wordt afgebroken voordat een punctie is verricht dan geldt deze niet als een behandeling cq poging. Een punctie wordt in het kader van de vergoedingsregeling als een  behandeling cq poging gezien. Een terugplaatsing van een cryo (cryo-transfer) telt echter niet als behandeling, maar vormt een onderdeel van de IVF-behandeling waaruit de cryo is ontstaan.

## Wetgeving rond IVF
In Nederland worden nooit meer dan 2 embryo’s teruggeplaatst, afhankelijk van leeftijd en embryokwaliteit. Ook in Nederland neigt men steeds meer 1 embryo terug te plaatsen, maar het paar heeft in principe een keus tussen 1 of 2 embryo's.
In België is er een wet van kracht die vrouwen onder de 36 jaar verbiedt om meer dan één embryo gelijktijdig terug te plaatsen. Pas bij de derde poging of wanneer de leeftijd van de vrouw minimaal 38 jaar is, mogen er 2 embryo's worden teruggeplaatst. Op deze manier vermijdt men het hoge aantal tweelingen bij IVF. De meerkosten die uitgespaard wordt voor de verzorging van deze meerlingen, zorgt ervoor dat met deze regeling tot zes IVF-pogingen per vrouw kunnen worden terugbetaald door de ziekteverzekering.

## Morele implicaties
De katholieke kerk is gekant tegen de meeste van de huidige technieken van in-vitrofertilisatie, in het bijzonder deze die leiden tot een verstoring van de verwantschap door tussenkomst van iemand, vreemd aan het echtpaar, zoals het afstaan van sperma of eicellen of draagmoederschap. Deze technieken schenden volgens katholieken immers het recht van het kind om geboren te worden uit een vader en een moeder, die het kent en die door het huwelijk met elkaar verbonden zijn.
Ook technieken waar overtollige embryo's vernietigd worden, worden door verschillende religies, maar ook door vele niet-gelovigen afgekeurd omdat zij vinden dat hun het recht op leven wordt ontnomen.

### Visie van de Belgische universiteiten
De morele implicaties worden in België polariserend bekeken door twee universiteiten:
- in het UZ Brussel, verbonden aan de VUB krijgen alle vrouwen en koppels, ongeacht sociale en culturele achtergrond, godsdienst, burgerlijke stand of seksuele geaardheid, een kans tot counseling waarna bij positief advies kan overgegaan worden tot een in-vitrofertilisatiebehandeling.
- de Katholieke Universiteit Leuven luistert naar de vraag van de patiënt maar voert niet noodzakelijk uit. Men behandelt slechts heteroseksuele paren met een stabiele relatie, niet bij lesbische paren of alleenstaande vrouwen.
- beide onderzoekscentra doen aan embryo-selectie voor tot inplanting wordt overgegaan (bij drager van ziektes). Foetussen worden ook gescreend en bij ernstige afwijkingen bestaat de mogelijkheid tot abortus. Beide praktijken zorgen voor spanningen tussen de Katholieke Universiteit Leuven en het magisterium. Beide centra doen ook aan fertiliteitsbevorderende heelkunde, medisch begeleide bevruchting en pre-implantatiegenetisch onderzoek.